# دنیل آرون
دنیل آرون (انگلیسی: Daniel Aaron; ۴ اوت ۱۹۱۲ – ۳۰ آوریل ۲۰۱۶) متخصص زبان آمریکایی، و استاد دانشگاه و نویسنده اهل ایالات متحده آمریکا بود.
وی برندهٔ جوایزی همچون کمک‌هزینه گوگنهایم شده‌است.